# Eugenio Montale
Eugenio Montale (Génova, 12 de octubre de 1896 - Milán, 12 de septiembre de 1981) fue un poeta, ensayista y crítico de música italiano que recibió el Premio Nobel de Literatura en 1975.

## Biografía
Eugenio Montale era el sexto y último hijo de una familia de prósperos comerciantes de productos químicos de Génova. Sus padres eran proveedores, entre otros, de la familia de Italo Svevo. Montale tuvo problemas de salud durante la infancia que lo obligaron a interrumpir sus estudios. Su hermana Mariana se encargó de su cuidado.
Su infancia transcurrió en Monterosso, en las Cinque Terre del Mar de Liguria. Quería ser cantante y, al retomar los estudios formales, tomó paralelamente clases de canto. Su afición por la música se reflejaría en muchos de sus poemas y lo llevaría, en su madurez, a ejercer la crítica musical. Obtuvo el título de contador, carrera a la que lo había orientado su padre. Leyó ávidamente, durante su juventud y adolescencia, a los simbolistas franceses. Aprendió francés e inglés sin maestros. En 1917, fue incorporado al ejército y participó en la Primera Guerra Mundial, experiencia que también tendría resonancia en su poesía.
En 1925, firmó el conocido manifiesto de los intelectuales contra el fascismo inspirado por el filósofo Benedetto Croce. Se trasladó a Florencia para trabajar en la editorial Bemporad. Conoció a Drusilla Tanzi, con la que estableció una relación profunda que duraría muchos años. En este periodo colaboró con el famoso café literario Giubbe Rosse. En 1929 fue nombrado director del prestigioso Gabinete Vieusseux, una de las bibliotecas y archivos más notables de la época, que atraía a intelectuales del país y del extranjero. El poeta T. S. Eliot tradujo sus poemas al inglés.
Después de diez años al frente del Gabinete Vieusseux, el gobierno fascista lo dejó cesante. Durante la Segunda Guerra Mundial, hospedó en su casa a escritores perseguidos, como Umberto Saba y Carlo Levi. En esos años de guerra, se dedicó a la traducción de autores como Miguel de Cervantes, Christopher Marlowe, Herman Melville, Mark Twain y William Faulkner. Después de la guerra, se empleó como crítico de música en el diario Corriere della Sera de Milán. Viajó por Europa y a los Estados Unidos. Le otorgaron el doctorado honoris causa en la Universidad de Milán, y recibió también el importante premio Feltrinelli.
En enero de 1949 conoció en Turín a la joven poeta Maria Luisa Spaziani, a quien animaría a publicar sus obras. Entre ambos poetas se desarrolló una intensa amistad; Spaziani se convirtió en una suerte de musa para Montale, en especial en la serie de poemas titulados «Madrigali privati» pertenecientes al libro La bufera e altro (1956) donde Montale construye todo un poema («Da un lago svizzero») utilizando como acróstico el nombre de Spaziani. No existe en toda la obra de Montale otro ejemplo de este recurso. En 1962, Montale se casó con Drusilla Tanzi, quien murió al año siguiente. En 1966, fue nombrado senador vitalicio por el presidente Giuseppe Saragat. Obtuvo el Premio Nobel en 1975.

## Valoración
Definida como «hermética», la poesía de Montale es austera, casi siempre breve, de sintaxis sinuosa, pero de un gran apego a las cosas y hechos concretos. La mención de lugares y descripción de escenas y escenarios parece constituir un neosimbolismo en el que objetos y sucesos son signos y analogías de un paisaje interior. Sus críticos y apologistas han señalado que muchas referencias en sus poemas son claves íntimas que solo podrían ser explicadas por el poeta. Estas crean una sugestión en el lector, que encuentra posibilidades de lectura que exceden el marco biográfico.
Al otorgársele el Premio Nobel, se señaló que la obra de Montale refleja la visión de la crisis del hombre contemporáneo, cercado en su soledad y su pesimismo. Podría agregarse que el mundo circundante, tan presente en la obra de Montale, es como el espejo en el que ese ser humano vacío y aislado intenta encontrarse a sí mismo. En una entrevista imaginaria, el autor señaló: «La poesía es una forma de conocimiento de un mundo oscuro que sentimos en torno de nosotros pero que en realidad tiene sus raíces en nosotros mismos».

## Obra
- Ossi di seppia (Huesos de sepia, 1925)
- Le occasioni (Las ocasiones, 1939)
- Finisterre (1943)
- Quaderno di traduzioni (1948)
- La bufera e altro (El vendaval y otras cosas, 1956)
- Farfalla di Dinard (Mariposa de Dinard, 1956)
- Xenia (1966)
- Auto da fè (1966)
- Fuori di casa (Fuera de casa, 1969)
- Satura (1971)
- Diario del '71 y del '72 (1973)
- Sulla poesia (Sobre la poesía, 1976)
- Quaderno di quattro anni (Cuaderno de cuatro años, 1977)
- Altri versi (1980)
- Diario póstumo (1996).